# Corine Marienneau
Corine Marienneau, née le 7 mars 1952 à Paris, est une bassiste et chanteuse française. Elle a été dans les années 1970 et 1980 la bassiste du groupe de rock Téléphone.
En 2015, à la suite de différends entre elle et Jean-Louis Aubert, Louis Bertignac et Richard Kolinka, elle ne participe pas à la reformation du groupe, sous le nom des « Insus », qui part en tournée interpréter le répertoire de Téléphone avec un autre bassiste jusqu'en 2017.

## Biographie

### Jeunesse et débuts
Corine et sa sœur jumelle sont nées d'un père ingénieur dans une famille de cinq filles. Dès l'âge de quatre ans, elle prend des leçons de piano et de danse. Elle tente en vain le concours des Petits Rats de l'Opéra. Elle chante à tue-tête le soir dans son lit. Un de ses plaisirs est d'écouter du gospel. En 1968, après les évènements de mai, elle découvre le rock anglo-saxon des Beatles et des Rolling Stones. Après avoir obtenu un bac scientifique, elle part en 1972, comme fille au pair durant un an aux États-Unis, à Princeton, dans l'État du New Jersey.
De retour en France, elle enchaîne des petits boulots et se consacre à la danse contemporaine et aux claquettes, dans différentes troupes. En 1973, elle devient locataire d'une maison à Saint-Cloud où elle rencontre, notamment, Jacques Higelin, Valérie Lagrange, mais aussi Jean-Louis Aubert, Richard Kolinka et Louis Bertignac. Elle a une relation d'abord amicale, puis amoureuse, et musicale, avec Louis Bertignac qui vient s'installer chez elle à Saint-Cloud et lui apprend la basse. Ils entrent tous deux dans le groupe Shakin' Street. Mais après le concert au festival punk de Mont-de-Marsan en août 1976, l'ambiance ne passe pas au sein du groupe, surtout entre la chanteuse Fabienne Shine et Corine au point que les rixes entre elles deviennent de plus en plus fréquentes. Corine quitte donc le groupe avec son petit ami Louis Bertignac. Le 1er novembre 1976, elle est appelée par Jean-Louis Aubert et Richard Kolinka à la demande de Louis à venir jouer de la basse pour un concert le 12 novembre 1976 au Centre Américain de Paris. De ce concert se crée le groupe Téléphone.

### Période Téléphone
Malgré l'opposition de Jean-Louis Aubert, qui ne veut pas de « gonzesses » dans l'équipe, Corine Marienneau devient la bassiste du groupe à la fin de l'année 1976. « Je ne m'en rendais pas compte, mais la femme en moi a morflé durant ces années-là. Pour m'intégrer au groupe, j'étais devenue une espèce d'être asexué, androgyne. En tournée, seule au milieu de quarante mecs, je n'avais pas d'autre choix que d'occulter ma féminité et de porter les amplis. Mais le plus insupportable, c'était le rapport aux groupies. »
Les concerts, les albums et les tournées se succèdent, avec beaucoup de succès, un accueil fort du public, quelques déboires, une vie de groupe épuisante et quelquefois tendue, de la drogue, et de l'alcool aussi, des relations passionnées et des jalousies. Louis Bertignac se détourne un peu d'elle et Jean-Louis Aubert la récupère au sortir d'une tentative de suicide, pour une relation, qui reste en pointillé : « Le rock, c'est le désir, aussi. Le fluide amoureux qui circulait entre Corine, Jean-Louis et Louis dans Téléphone faisait fantasmer. Et, en même temps, c'était transgressif, car une femme met en danger l'équilibre naturel du groupe. »
Sur l'album en 1982, Dure Limite, la bassiste écrit la chanson Le chat avec l'aide de son compère (et amant) Jean-Louis Aubert. La chanson est enregistrée rapidement avec le groupe et retenue par le producteur Bob Ezrin pour l'album. Ce dernier conseille à Corine de boire une bouteille d'alcool avant de chanter la chanson. Mais les sessions seront difficiles en raison de nombreuses tensions, et dans la presse la bassiste parle des « trois autres comme de gamins pourris par le fric et leurs rêves de stars ». Dure Limite est à sa sortie le plus grand succès du groupe, mais aussi le début de sa fin.
Durant les sessions de l'album Un autre monde, Corine Marienneau écrit une chanson intitulée Les bêtes, chanson simple qui vient d'une amie qui lui disait « Plus j’vois les hommes, plus j’aime les bêtes », associé à un documentaire sur les lions. Finalement, elle reste dans ses cahiers jusqu'à l'album Bertignac et les Visiteurs en 1987.
Après la sortie de l'album Un autre monde, elle commence à travailler hors du groupe. D'abord, au second semestre 1984, elle écrit avec Bertignac et Éric Serra deux titres du film Subway de Luc Besson : It's Only Mystery et Guns and People. La première, chantée par Arthur Simms, fait un carton en France. Puis elle apparaît dans le film Moi vouloir toi de Patrick Dewolf avec Jennifer et Gérard Lanvin en 1985. À l'origine, elle devait s'occuper du casting musical avant de jouer dans le film à la demande de Lanvin qui voit en elle une actrice. Elle produit également avec Louis le titre de la bande originale, Je les regarde encore des Blessed Virgins.
Entretemps, le groupe retourne en studio pour écrire, composer et enregistrer un nouvel album — un double cette fois-ci — produit par Steve Levine. Mais l'ambiance durant ces sessions au Château de Miraval près de Brignoles dans le Var est très tendue et elles n'avancent pas comme prévu. Pour faire patienter les fans, le groupe publie le single Le jour s'est levé. Cette chanson est une source de tension supplémentaire au sein du groupe car cette chanson, écrite par Jean-Louis Aubert, est considérée plus comme un single de ce dernier que de Téléphone selon Corine Marienneau, ce qui ne l'empêche pas d'être classée quatrième du top 50 en février 1986.
Daniel Balavoine remet à Téléphone la première Victoire de la musique de l'histoire dans la catégorie album rock de l'année en 1985 pour l'album Un autre monde, ce qui fait de Corine Marienneau la première femme en France à recevoir une Victoire de la musique rock.
Après la promotion du single, la bassiste propose au groupe une année sabbatique en mars 1986. Cependant, quelques jours plus tard, sous la pression de leur manager François Ravard et de leur maison de disque Virgin, elle remet les garçons au travail. Il faut dire que Téléphone compose un double album et qu'une tournée avec sept soirs à Bercy est prévue. Malheureusement, après deux répétitions, la situation dégénère totalement et Jean-Louis Aubert quitte le groupe pour se lancer dans une carrière solo.
La fin de Téléphone est officialisée le 21 avril 1986.

### Période Les Visiteurs

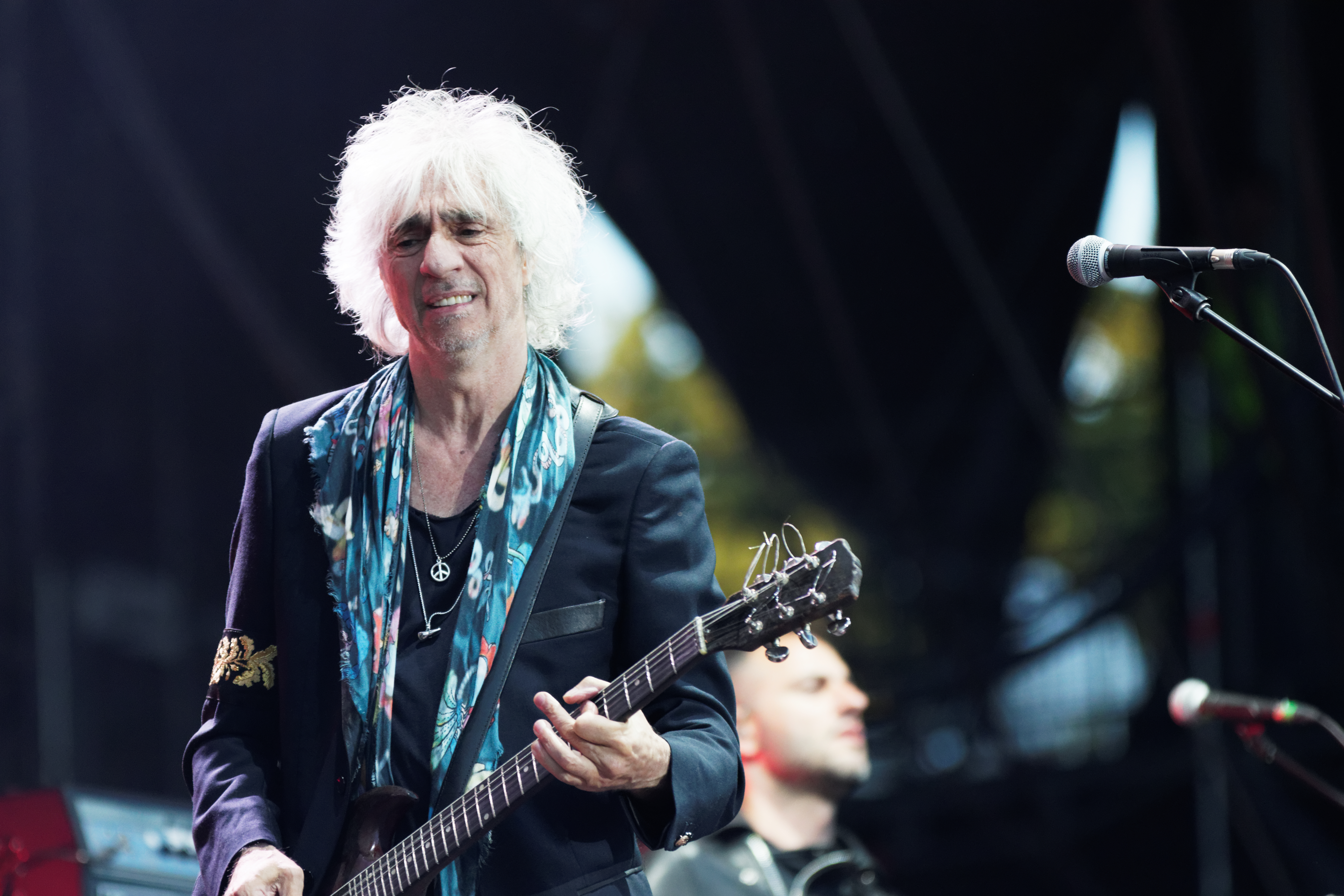
Corine forme avec Louis Bertignac (ici au Festival des Vieilles Charrues en 2016) Les Visiteurs.

Juste après la séparation du groupe Téléphone, Corine Marienneau intègre le nouveau groupe de Louis Bertignac, Les Visiteurs. La nouvelle formation, accompagnée de musiciens tels que le guitariste Serge Ubrette, le pianiste Loy Ehrlich et le batteur Afid Saidi, donne un concert sur la jonque La Belle de Canton à New York puis enregistre à Paris l'album Bertignac et les Visiteurs, produit par John Potoker. Il contient une nouvelle chanson de Marienneau, intitulée Les bêtes, écrite à l'origine pour l'album Un autre monde et restée inutilisée.
Le single Ces idées-là, écrit par Louis Bertignac, connaît le succès avec 400 000 exemplaires vendus.
En 1988, après le départ de Serge Ubrette, le groupe enregistre et publie le single Jack, dont le clip est réalisé par Costa Kekemenis, avant de repartir en tournée (dont le festival de Roskilde au Danemark) avec de nombreux changements de musiciens.
En 1989, à l'occasion du bicentenaire de la Révolution française, Louis Bertignac et Corine Marienneau participent à la série de Canal + Les Jupons de la Révolution dans les rôles des chanteurs de rue, révolutionnaires et chroniqueurs populaires. Entretemps, Corine Marienneau donne naissance à une petite fille.
Puis Les Visiteurs recherchent un nouveau batteur pour leur tournée et c'est Topper Headon, le batteur de The Clash fraîchement sorti de quinze mois de prison pour une histoire de drogue, qui est recruté. Quelques mois plus tard, ce dernier quitte le groupe et est remplacé par Hervé Verne pour l'enregistrement d'un prochain album et la reprise de Pas assez de toi de Mano Negra pour l'album Diversion.
En 1990 sort le second album des Visiteurs, enregistré à Memphis et produit par Jim Gaines. C'est un échec critique et commercial, leur maison de disque Virgin préférant miser sur Jean-Louis Aubert (avec l'album Bleu Blanc Vert) pour récupérer le public de Téléphone. La tournée qui suit voit une succession de musiciens qui viennent et qui partent.
Le 1er janvier 1991, Corine Marienneau annonce à Louis Bertignac qu'elle se retire provisoirement de la musique, mettant fin au groupe Les Visiteurs.

### Retrait progressif (depuis 1991)
Après la séparation du groupe Téléphone, puis celui des Visiteurs qu'elle formait avec Louis Bertignac, la bassiste Corine Marienneau se retire provisoirement du milieu de la musique pour s'occuper de sa fille et d'elle-même. Vivant des royalties issues des ventes discographiques de Téléphone (surtout des compilations pour les vingt ans du groupe), elle se lance donc dans une thérapie pour « comprendre l'être humain » avec le philosophe-psychologue Alvaro Escobar. Elle étudie pour cela l’anatomie, la physiologie, les médecines naturelles, la psychologie... Elle dit faire des expériences de télépathie et de modification d’états de conscience qui « transforment son approche des mystères de l’existence et de la destinée humaine », selon sa biographie officielle.
Entretemps, elle tente de se lancer sérieusement dans une carrière d'actrice mais d'une part, les rôles proposés sont sans imagination (la bassiste dans un groupe de rock) et d'autre part, certains projets n'aboutissent pas, comme celui de Robert Wise, le réalisateur de West Side Story, qui voulait Corine Marienneau pour le rôle d'une fermière polonaise qui cache des prisonniers évadés du camp voisin d'Auschwitz.
En 1993, Corine Marienneau commence à travailler sur les titres d'un futur album solo. Bien qu'elle n’ait pas participé aux sessions d’enregistrement de l'album de Louis Bertignac Elle et Louis, elle le suit, d'abord comme spectatrice dans la salle, jusqu'à ce que le guitariste l'appelle à monter chanter les chœurs sur plusieurs titres à Bobino pour le Festival Débranché Europe 2.
Le 26 mai 1994, après deux heures de set, Louis Bertignac rappelle Corine Marienneau, qui est au fond de la salle, à venir jouer sur scène Ces idées-là avant de faire venir Jean-Louis Aubert et le batteur Richard Kolinka pour une reformation improvisée de Téléphone. Elle refuse dans un premier temps de prendre la basse sur Un autre monde par peur de ne plus pouvoir jouer, pour se contenter d'y faire les chœurs, avant d'accepter de prendre son instrument à la demande du public. Le groupe réuni interprète quatre titres ce soir-là. Émue, Corine Marienneau est de retour dans la musique.
Puis, en 1995, les médias s’intéressent de nouveau à elle, qui fait de nombreuses apparitions pour parler de son expérience dans le rock français et réalise un documentaire sur le gospel à Memphis, avant de se faire de nouveau discrète en 1996.
En 1996, alors qu'elle a écrit trois chansons pour son album, la maison de disques de Téléphone publie le coffret des 20 ans du groupe comportant des inédits, dont Je brûle, écrit par elle, qui est présenté dans une version d'essai qu'elle n'a pas validée. De plus, la réunion pour les vingt ans de Téléphone est finalement annulée.
Alors que Corine Marienneau continue d'écrire ses chansons, elle souhaite la collaboration de Louis Bertignac pour son album. Cependant, ce dernier est occupé dans la tournée de son album Bertignac '96.
Le 22 janvier 2002, Corine Marienneau sort son album solo : Corine. Un album acoustique, qui a mis du temps à s'élaborer, « douze chansons inédites, cosignées Bertignac, qui commencent nettement mieux (le très agréable Les hommes que j'aime) qu'elles ne s'achèvent (une Berceuse incongrue en forme de Marseillaise) »,. L'accueil de cet album reste relativement confidentiel.
Quatre ans plus tard, en 2006, elle publie ses souvenirs de son épopée rock, Le Fil du temps. Après la sortie du livre, Jean-Louis Aubert, fâché par ce qui est décrit, la croise pour la dernière fois à l'enterrement de leur ami Olive et lui dit un simple « Bonjour madame ». Depuis ce jour, Jean-Louis Aubert a rompu tout contact avec elle.
La même année, le label publie la nouvelle compilation de Téléphone intitulé Téléphone illimité avec un premier disque best of et un second disque live compilant des extraits de concerts que Corine a sélectionnés à partir des archives sonores auxquelles elle a pu accéder, pour fêter les trente ans du premier concert du groupe. Entre-temps, les anciens membres de Téléphone jouent ensemble Ça c'est vraiment toi dans l'émission Taratata animé par Nagui avec un jeune bassiste à la place de Corine qui n'a pas été invitée.
En 2009, les tensions entre les anciens membres de Téléphone refont surface. La dispute concerne la marque « Téléphone » déposée à l'INPI (Institut national de la propriété industrielle) par Jean-Louis Aubert seul sans consulter les autres le 26 mai 1999, soit trois jours avant le début de la seconde tentative de reformation. Cette information était restée secrète jusqu'à son renouvellement dix ans plus tard le 3 mars 2009. Si Richard ne semble pas concerné par l'affaire, Corine réagit différemment en déposant à son tour la marque six mois plus tard.
Le 11 septembre 2015, les trois autres membres du groupe Téléphone se retrouvent pour un unique concert sous le nom Les Insus dans la petite salle parisienne Point Éphémère, sans Corine Marienneau qui n'a pas été contactée, puis entament sans elle, sous le nom Les Insus ?, une tournée qui s'étend jusqu'en 2017. Cependant, elle supervise la campagne de remastérisation de la discographie de Téléphone en 2015 dans le cadre du projet Au cœur de Téléphone regroupant les cinq albums studios et deux lives accompagnés de trois disques de chansons hors albums et de raretés live et studios (répétitions, démos, inédits non gardés).

### Cinéma
Corine joue dans le film Moi vouloir toi réalisé par Patrick Dewolf sorti le 11 décembre 1985. En février 2008, elle est à l'affiche du court métrage En attendant demain réalisé par Pascal-Alex Vincent.
En janvier 2011, elle est sur les écrans avec le film Angèle et Tony d'Alix Delaporte, dans lequel elle joue le rôle d'une grand-mère. La même année, elle fait la « nounou » dans le premier film de Kad Merad, Monsieur Papa, avec Vincent Perez et Michèle Laroque.

### Distinctions
- Juin 2009 : prix René Jeanne, remis par la SACEM dans le cadre des prix de Printemps[13]
- 5 juillet 2011 : chevalier de l'ordre des Arts et des Lettres[14]

## Discographie

### Avec Téléphone
- 1977 Téléphone - Enregistré à Londres, produit par Mike Thorne
- 1979 Crache ton venin - Enregistré à Londres, produit par Martin Rushent
- 1980 Au cœur de la nuit - Enregistré à New York aux Electric Lady Studios, produit par Martin Rushent
- 1982 Dure Limite - Enregistré à Toronto, produit par Bob Ezrin
- 1984 Un autre monde - Enregistré près de Londres, produit par Glyn Johns
- 1986 Téléphone Le Live - Sorti en octobre 1986
- 2000 Paris '81 (en public)

### Avec Les Visiteurs
- 1987 : Bertignac et les Visiteurs - Enregistré à Paris, produit par John Potoker assisté de Louis Bertignac
- 1988 : Jack - 45 tours (la version studio n'a jamais été éditée en CD)
- 1990 : Rocks - Enregistré à Memphis, produit par Jim Gaines

### AlbumCorine(2002)
Enregistré et réalisé à Paris par Louis Bertignac et Marc Berthoumieux
1. Les hommes que j'aime (Corine Marienneau / Corine Marienneau - Louis Bertignac) - 02:50
2. Inachevés (Corine Marienneau - A. Escobar / Corine Marienneau - Louis Bertignac) - 03:41
3. Je suis femme (Corine Marienneau - A. Escobar / Corine Marienneau - Louis Bertignac) - 04:07
4. QQJTM (Corine Marienneau - A. Escobar / A. Ehrlich - Corine Marienneau - Louis Bertignac) - 04:10
5. L'étranger (Corine Marienneau / Corine Marienneau - Louis Bertignac) - 03:25
6. Te dire (Corine Marienneau / Corine Marienneau - Louis Bertignac) - 05:03
7. Pauvre cœur (Corine Marienneau / Corine Marienneau - Cyril Denis - Louis Bertignac) - 03:15
8. Elle est là (Corine Marienneau - A. Escobar / Corine Marienneau - Louis Bertignac) - 03:27
9. You Don't Have to Cry (Stephen Stills) - 02:46
10. Petit homme (Corine Marienneau / Corine Marienneau - Bruno Delport - Louis Bertignac) - 04:28
11. Salut à toi (Corine Marienneau / Corine Marienneau - Louis Bertignac) - 04:34
12. Berceuse (Rouget de l'Isle) - 01:41

### Participations
- 1985 : elle participe aux titres Guns & People et It's Only Mystery de la bande originale du film Subway
- 1989 : Diversion - basse et chant sur Pas assez de toi (titre de Mano Negra repris par Louis Bertignac)
- 1990 : elle participe avec Richard Kolinka à l'album Ouf ! du chanteur Olive
- 1992 : Royal de luxe, La Véritable Histoire de France - basse et chœurs sur Tremblez pas et Toi moi et moi
- 2007 : elle chante en duo avec Buzy la chanson inédite Qui dit amen, qui dit adieu sortie dans la compilation L'Important (n'est pas d'être important)

## Filmographie
- 1985 : Moi vouloir toi de Patrick Dewolf
- 2008 : En attendant demain (court-métrage) de Pascal-Alex Vincent.
- 2011 : Angèle et Tony d'Alix Delaporte : une grand-mère
- 2011 : Monsieur Papa de Kad Merad : la nounou

## Autobiographie
- Corine Marienneau, Le Fil du temps (tome 1), Paris, Flammarion, 2006, coll. « Pop Culture »  (ISBN 978-2-0806-8655-8)